# 度 (温度)
度的概念被用在一些温度测量尺度中。符号°被经常使用，并跟随着单位的首字母，如“°C”代表摄氏度。一度可以被定义为在一定尺度下测量的特定的温度变化。例如，一摄氏度是冰溶点和水沸点间温度变化的百分之一。

## 以度为单位的温度测量尺度
常以度为单位的温度测量尺度：
- 摄氏温标（°C）
- 华氏温标（°F）
- 蘭金溫標（°R 或 °Ra），使用华氏温标测量尺度，但将0度调整为绝对零度。

其他以度为单位的温度测量尺度：
- Delisle（°De）
- 牛頓溫標（°N）
- 列氏溫標（°R）
- 羅氏溫標（°Rø）

## 开尔文
度开尔文（°K）是国际单位制热力学温标单位的曾用名称，1967年后简单地被称作开尔文，使用符号K（不含度符号）。绝对度（°A）是一条不再被使用的术语，常用于指代开尔文，但有时也指代兰氏度。

## 对比
- 水沸点：100.0 °C、212.0 °F
- 冰溶点：0.0 °C、32.0 °F
- 人体通常温度：37.0 °C、98.6 °F
- 室温：20-25 °C、68-77 °F[2]

## 温度转换
- ℉=9/5℃+32
- ℃=5/9℉-160/9